# Al-Hijaz, Damascus
Al-Hijaz (tiếng Ả Rập: الحجاز) là một khu phố và quận của thành phố Qanaw của Damascus, Syria. Nó có dân số 5.572 trong cuộc điều tra dân số năm 2004. Khu phố được thành lập vào đầu thế kỷ 20, trong những năm cuối cùng của sự thống trị của Ottoman ở Syria. Nó được xây dựng xung quanh nhà ga Hijaz trong thành phố, được thành lập vào năm 1913. Từ năm 1914 đến 1916, thống đốc Damascus của Ottoman, Jamal Pasha, đã ủy thác việc xây dựng Shari'a an-Naser (Phố chiến thắng) trong khu phố, chạy từ nhà ga đến chợ Souq al-Hamidiyya, song song với Quảng trường Marjeh và sông Barada. Một số nhà thờ Hồi giáo và nhà ở đã bị phá hủy để nhường chỗ cho con đường hoành tráng.